# Oncidium maduroi
Oncidium maduroi är en orkidéart som beskrevs av Robert Louis Dressler. Oncidium maduroi ingår i släktet Oncidium och familjen orkidéer. Inga underarter finns listade i Catalogue of Life.